# Spinus psaltria hesperophilus
El jilguero dorsioscuro (Spinus psaltria hesperophilus), también es llamado jilguero dominico (México) y en inglés green-backed goldfinch (EE. UU.)

## Descripción
Mide 9 cm; el macho se caracteriza por su gorra negra, su espalda verdosa, partes inferiores amarillo brillante y marcas blancas irregulares en el ala. La hembra carece de gorra, es más verdosa y con rabadilla oscura.

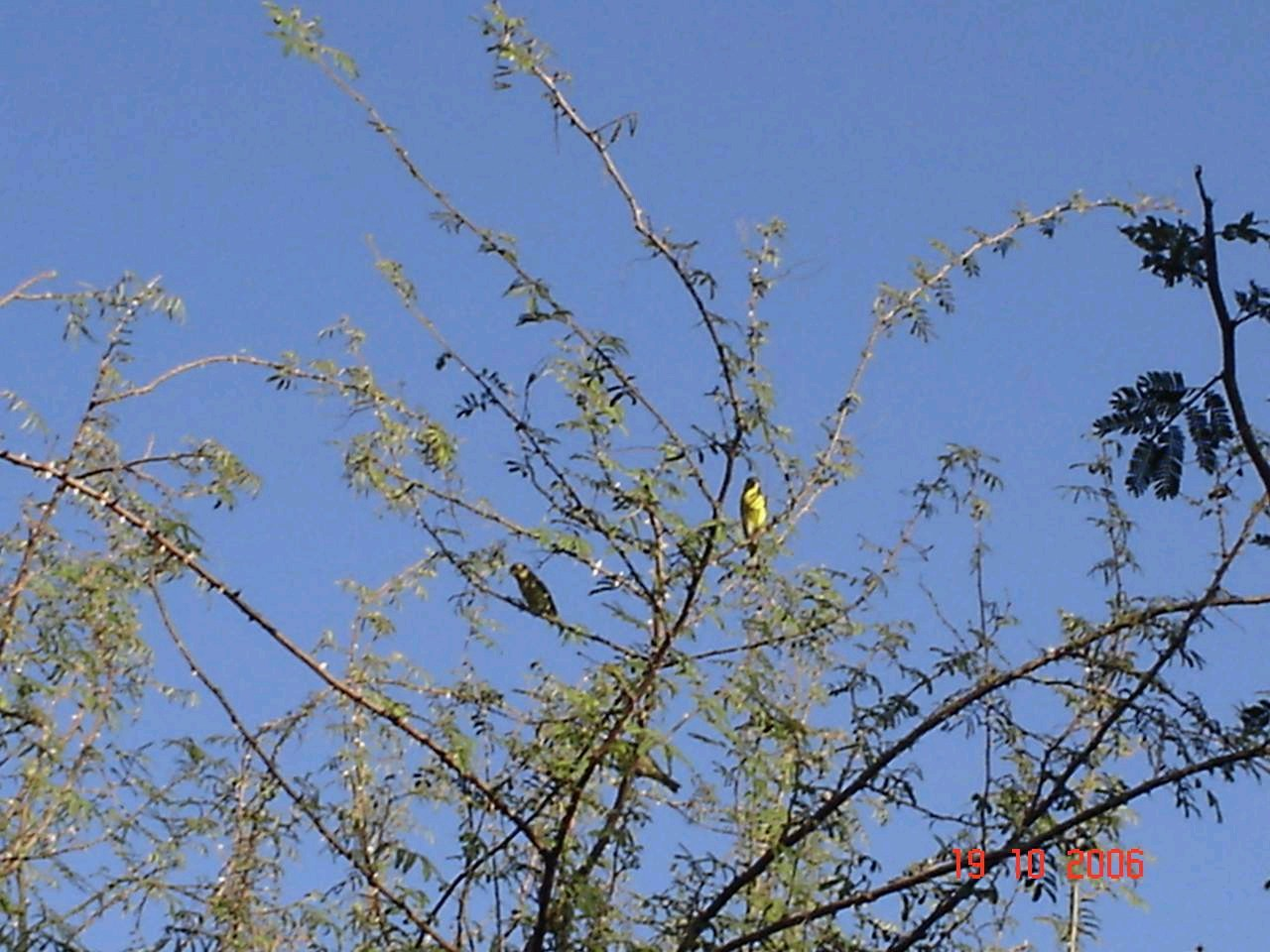
Hembra y macho posados en un árbol preferido.
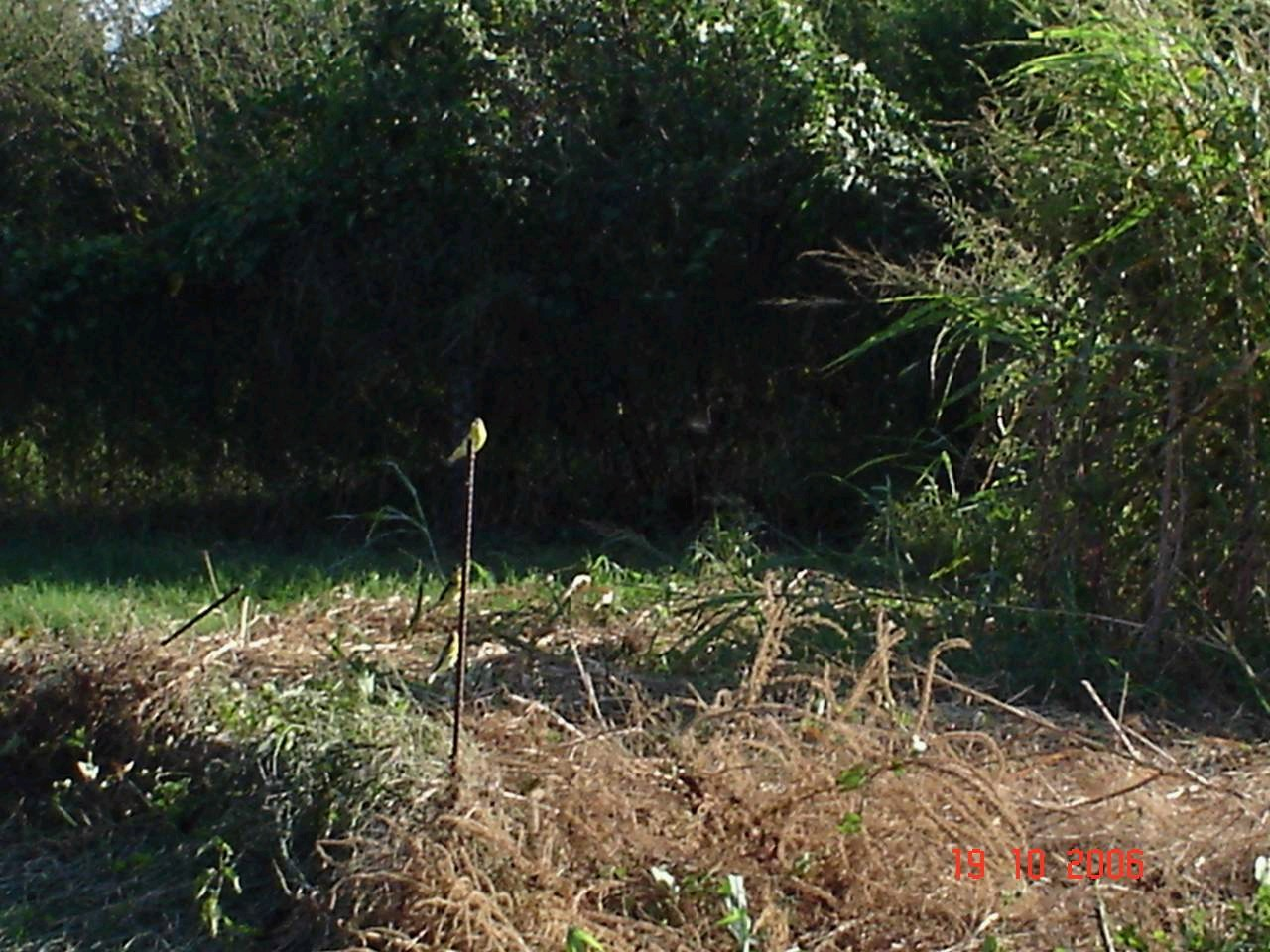
Grupo observando los alrededores.

## Hábitat

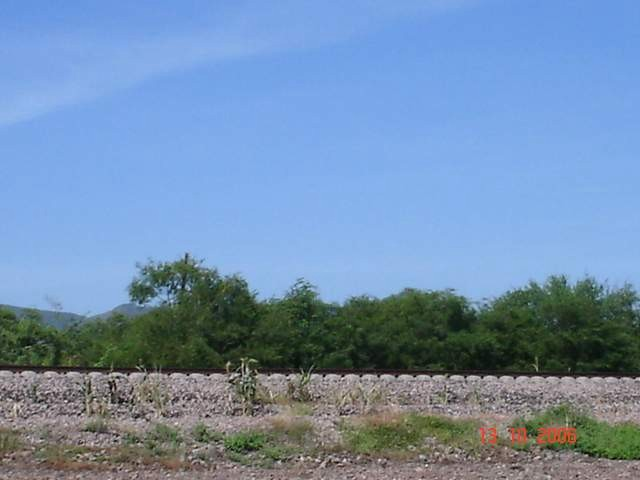
Típico habitat de vegetación en un camino vecinal.

Vegetación arbustiva, bosques abiertos, vegetación ribereña, jardines y cerca de los poblados cerca de campos de cultivos.

## Distribución
CanadáSuroeste
Estados Unidosnorte de California.
Méxicose encuentra en casi todo el país. Es migratorio en el Norte.

## Canto y notas
Es musical y fraseado de notas pareadas con frecuencia. El llamado comprende notas dulces y lastimeras, ti-yi (con inflexión ascendente) y ti-yo (hacia abajo).

## Alimentación
Principalmente semillas, flores, brotes verdes y algunos insectos.

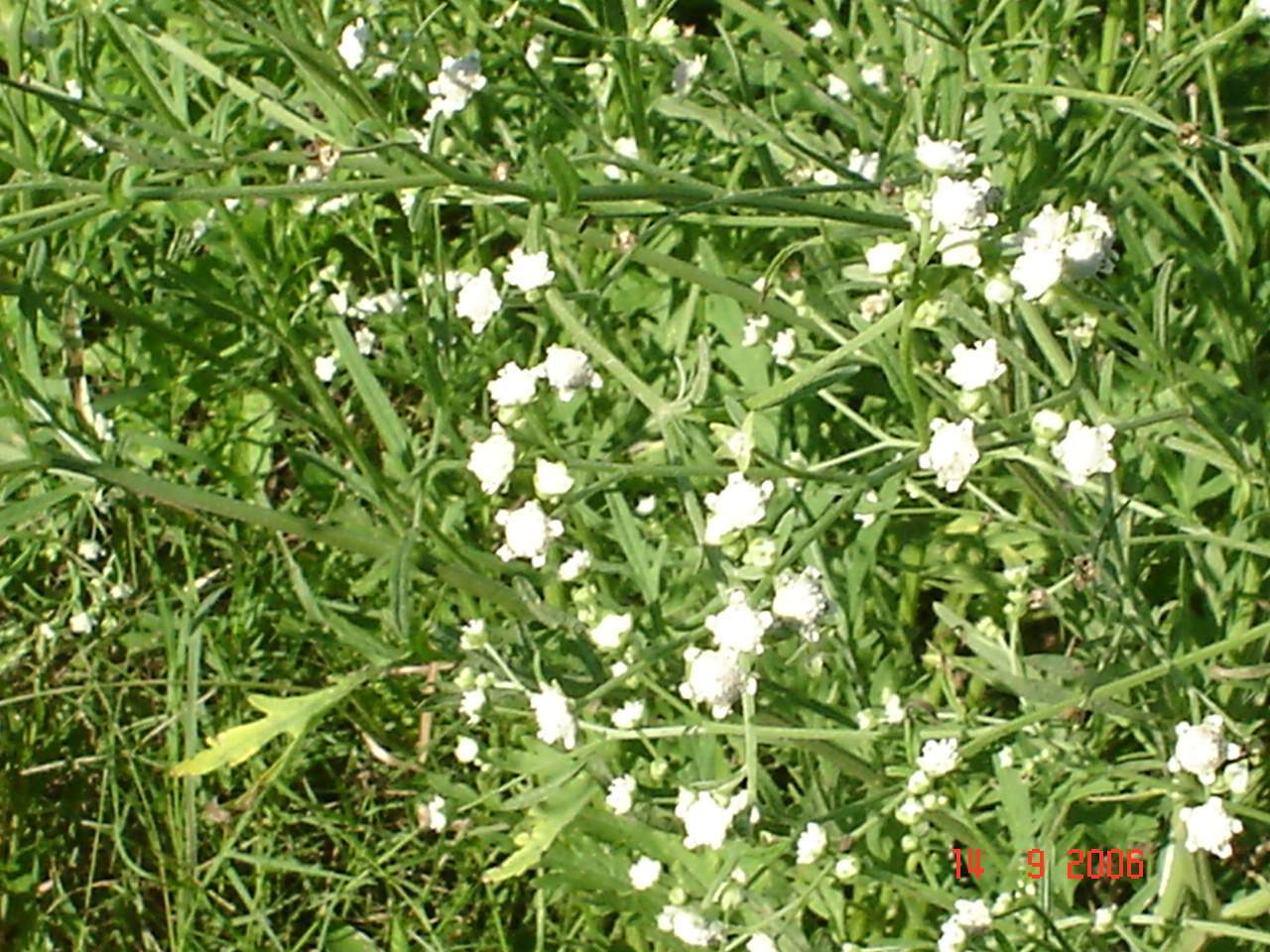
Planta de Amargosilla una de sus preferidas.

## Nidificación

### Época
En Culiacán (México) se le ha observado durante marzo a julio.

### Lugar de anidación
En Culiacán (México) anida en el extremo de la rama de un árbol a unos tres metros del suelo, y en ocasiones en alturas de hasta 5 o 6 m.

### Puesta, incubación y cría
Se compone de tres huevos.
Los polluelos nacen después de 13 días de incubación.
Son cuidados por ambos padres.

## Vida en cautiverio

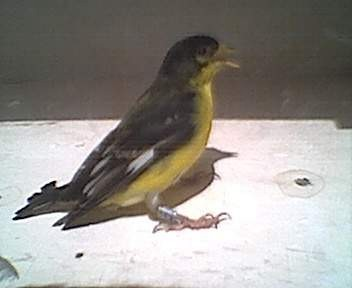
macho adulto.
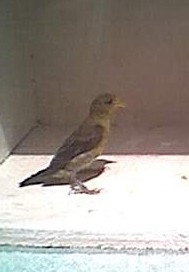
hembra adulta.
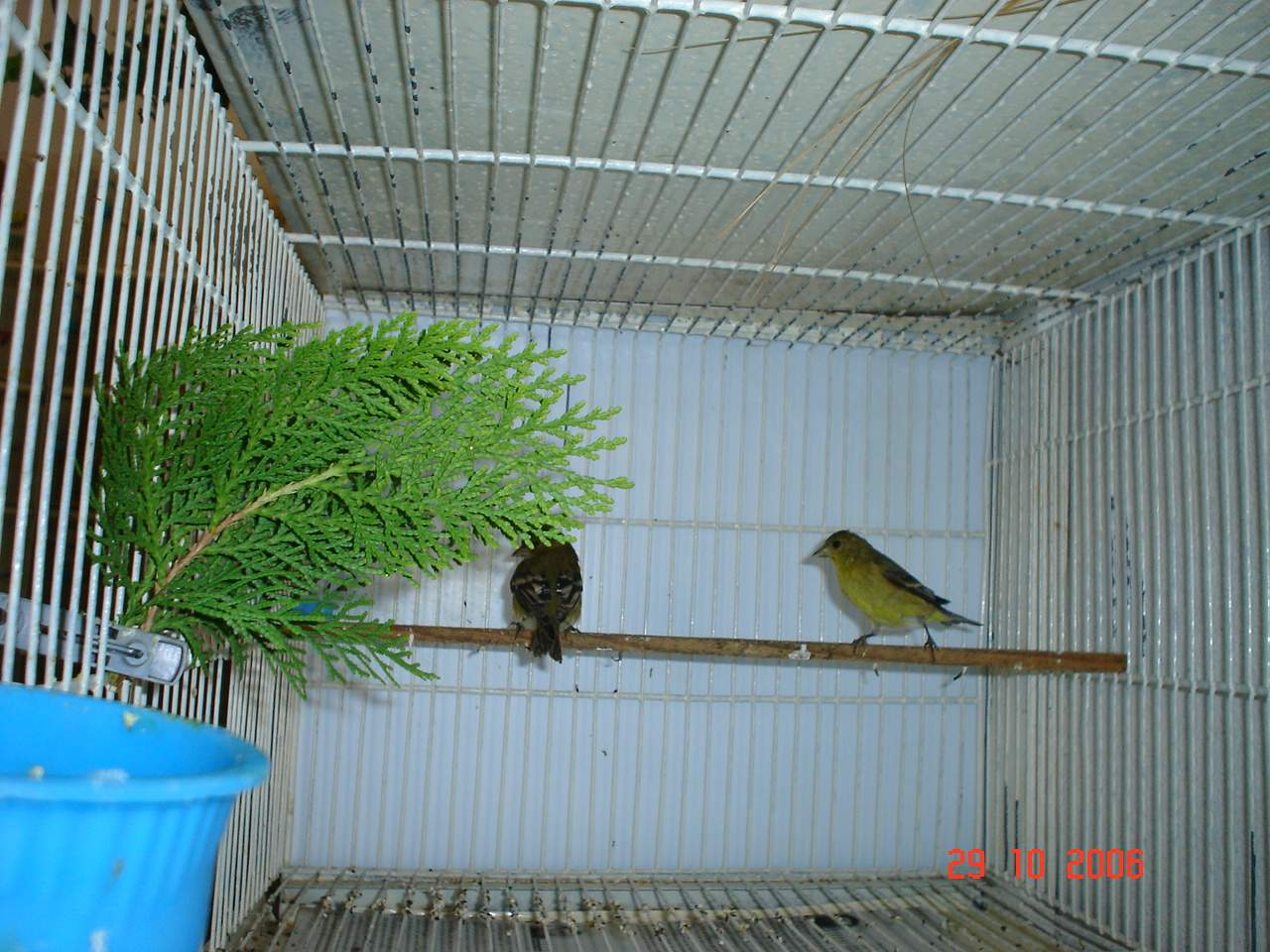
dos hembras con un mes de cautividad.
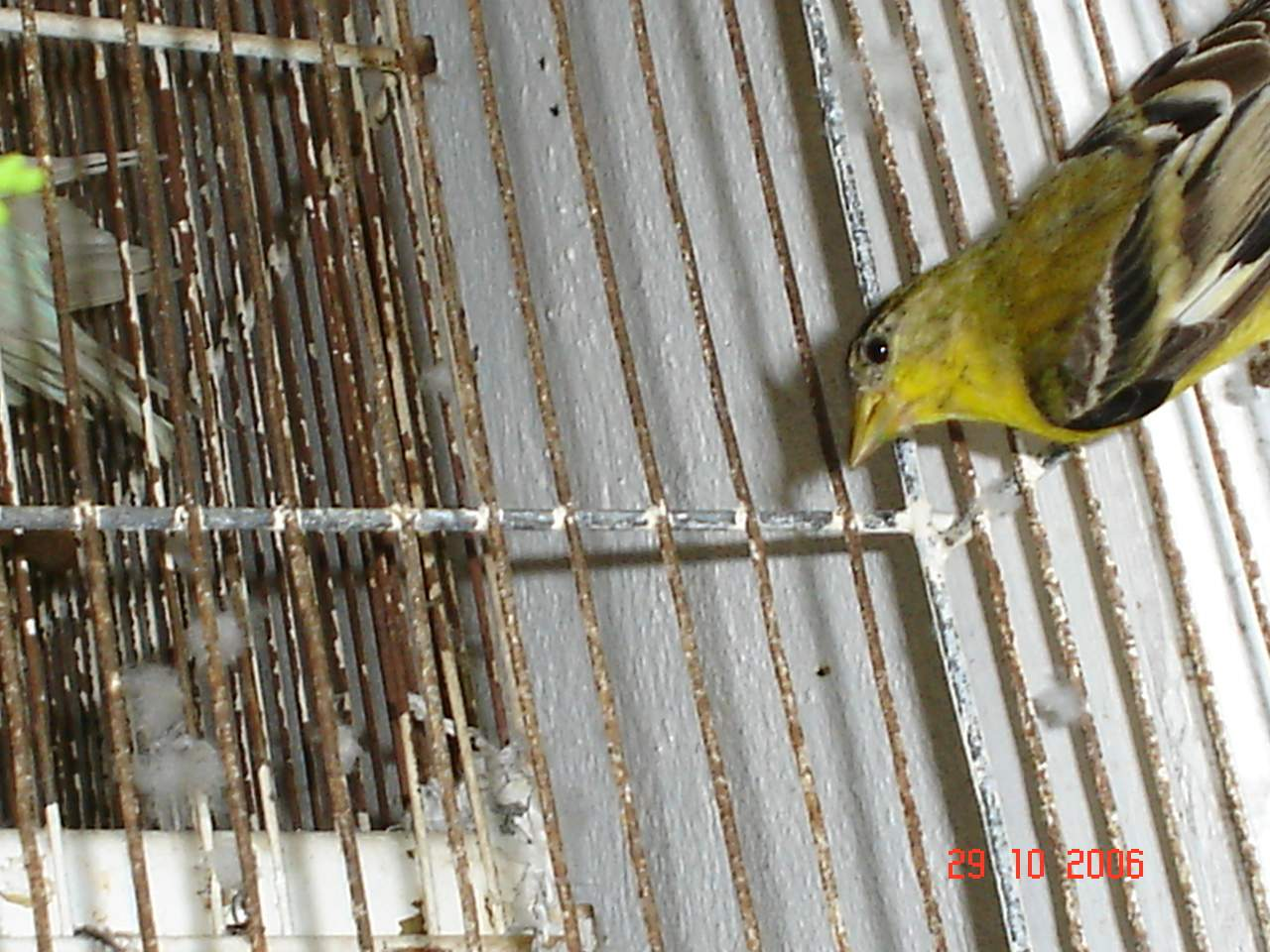
un macho con un mes de cautividad.

Su adaptación recién capturados es muy difícil, suelen morir de un día para otro. Los que superan la primera semana tienen grandes posibilidades de supervivencia.

### Alimentación
Debe ser variada para que tenga oportunidad de escoger las semillas de su elección.
| Tipo de alimento    | Nombre científico       | Porcentaje |
| ------------------- | ----------------------- | ---------- |
| Alpiste             | Phallaris canariensis   | 30 %       |
| Mijo rojo o japonés | Echinochloa frumentacea | 10 %       |
| Mijo blanco         | Panicum miliaceum       | 10 %       |
| Nabo                | Brassica napus          | 15 %       |
| Linaza              | Linum usitatissimum     | 10 %       |
| Negrillo            | Guizotia abyssinica     | 20 %       |
| Avena               | Avena sativa            | 5 %        |

Tal vez al principio sólo consuman un solo tipo de semilla, pero poco a poco irán tomando todas y más si forzamos al ave a comerlas al no cambiar las semillas diario, sino hasta que traten de comer por completo la ración dada.
Otro aspecto importante es una buena pasta de cría en las etapas críticas de nuestras aves, como son la cría y muda, debe ser rica en proteínas, existen un gran número de marcas en el mercado, lo único que debemos tener en cuenta es que no contengan huevo, ya que debemos recordar que las aves del Género Carduelis son subceptibles a este, causándoles problemas de hígado y muerte.